# ティロ・ザラツィン
ティロ・ザラツィン（Thilo Sarrazin、1945年2月12日 - ）は、ドイツの政治家。ドイツ連邦銀行の理事会のメンバーを2010年9月30日まで務めた。移民に反対しているが、CDUと連立して移民受け入れを推奨してきた中道左派のSPDの所属である。

## 経歴
1945年、テューリンゲン州ゲーラに、医者の父と西プロイセンの地主の娘との間に生まれた。父の家系はブルゴーニュ地方に起源を持つユグノーのフランス系で、祖母はイングランド系とイタリア系であった。ザラツィンという姓は「サラセン人」（イスラム教徒）に由来し、中世のアラブ系の海賊から取られた南フランスでは一般的な姓であるとザラツィン自身が説明している。母はポーランド系である。
ザラツィンは2002年1月からベルリン州の金融を担当する議員を務め、2009年4月にドイツ連邦銀行の理事に任命されたが、自著の中でトルコ人など近年ドイツ社会で増加するムスリム移民に対して人種差別的な発言をしたため、クリスティアン・ヴルフ大統領により理事の職を解任させられた。

## 「ドイツは自滅する」
ザラツィンは自著『Deutschland schafft sich ab』（ドイツは自滅する、といった意）の中で、イスラム教徒の移民によりドイツが貧困化すると主張した。また、すべてのユダヤ人はある特定の遺伝子を持っており、その特性はスペイン北部のバスク人と共通するとの自説を展開するなどしたため国内の反発を呼び、アンゲラ・メルケル首相や欧州中央銀行のジャン＝クロード・トリシェなどもザラツィンの一連の発言を批判した。
その一方でザラツィンの考えを支持する意見も少なくなく、著書自体は専門書であるにもかかわらず発売後3ヶ月で100万部以上のベストセラーとなり、ドイツ国内で賛否両論を巻き起こしている。
CDUとSPDが大連立がドイツを日に日に悪くしていると述べている。難民危機で支持率が低迷して、連立に手間取って支持を更に低下させているメルケルとシュルツを終わった政治家と批判している。2018年の大連立に対する党員投票で一人の党員として、連立反対票をいれることを表明している。